# Patrick White
Patrick Victor Martindale White (Londres, Regne Unit, 28 de maig del 1912 - Sydney, Austràlia, 30 de setembre del 1990) fou un escriptor australià guardonat amb el Premi Nobel de Literatura l'any 1973.

## Biografia

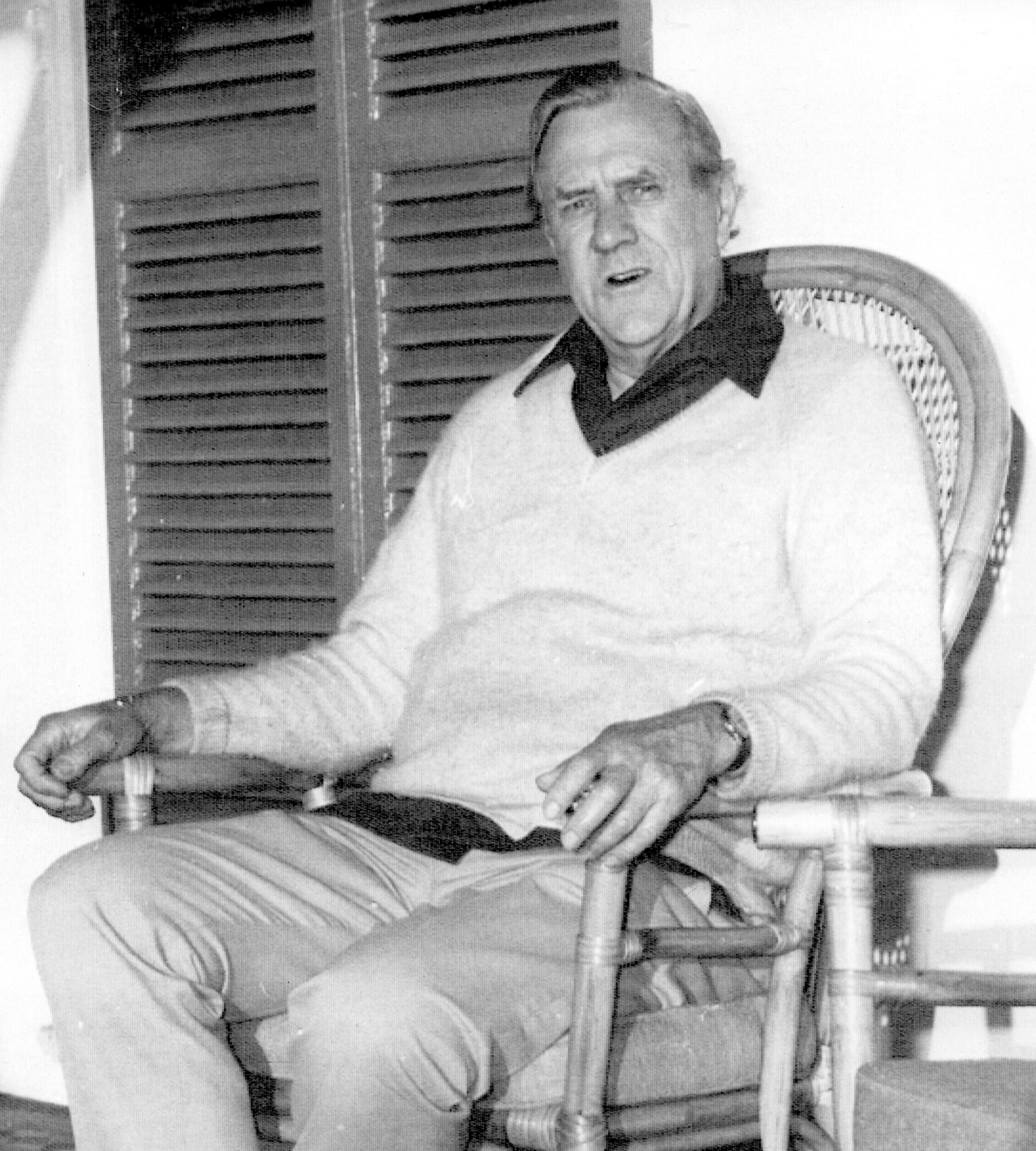
Patrick White (1973)

Va néixer el 28 de maig del 1912 a Londres, ciutat on es trobaven els seus pares durant una visita a Europa. Als sis mesos d'edat, els seus pares van retornar a Austràlia, i s'establiren a la rodalia de la ciutat de Sydney, on el seu pare es dedicà a la ramaderia i pagesia. Va tenir una infància malaltissa provocada per l'asma i només assistí a l'escola de manera esporàdica. Als tretze anys, fou enviat al Cheltenham College, una escola a Cheltenham (Anglaterra), on passà quatre anys, segons ell mateix, amb una vida vida miserable.
Posteriorment, es va traslladar al King's College de la Universitat de Cambridge, on va descobrir la literatura francesa i alemanya. Una vegada finalitzats els seus estudis universitaris, es traslladà a Londres i aconseguí dedicar-se a l'escriptura gràcies als diners lliurats pel seu pare. El 1940, durant la Segona Guerra Mundial, va ser comissionat com a oficial d'intel·ligència de la Royal Air Force britànica, en Orient Pròxim i Grècia.
Va morir el 30 de setembre del 1990 a la ciutat de Sydney després d'una llarga malaltia.

## Obra literària
El 1939, es publicà a Londres la seva primera novel·la Happy Valley (La vall feliç), que fou ben rebuda per la crítica i que li reafirmà la seva voluntat de ser escriptor. El 1951, inicià l'escriptura de The tree of man, que va tenir una excel·lent acollida a Anglaterra i als Estats Units, però que va ser rebuda amb menyspreu per la crítica d'Austràlia.
El 1973, va ser guardonat amb el Premi Nobel de Literatura pel seu art narratiu èpic i psicològic que ha introduït la literatura d'un continent nou en el món de les lletres, i es convertí en el primer australià a concedir-li aquest guardó.

### Obra seleccionada
Novel·la
- 1939: Happy Valley
- 1941: The Living and the Dead
- 1948: The Aunt's Story
- 1955: The Tree of Man
- 1957: Voss
- 1961: Riders in the Chariot
- 1966: The Solid Mandala
- 1970: The Vivisector
- 1973: The Eye of the Storm
- 1976: Fringe of Leaves
- 1980: The Twyborn Affair
- 1986: Memoirs of Many in One

Poesia
- 1930: Thirteen Poems
- 1935: The Ploughman and Other Poems

Obres de teatre
- 1947: Return to Abyssinia
- 1965: Four Plays
- 1978: Big Toys
- 1983: Signal Driver

Relats curts
- 1964: The Burnt Ones
- 1974: The Cockatoos
- 1988: Three Uneasy Pieces

Autobiografia
- 1981: Flaws in the Glass1981